# Johann I. (Schweden)
Johann I., Johan Sverkersson, (* 1201; † 10. März 1222) war von 1216 bis zu seinem Tod König von Schweden. Er war der Sohn von Sverker Karlsson, König von Schweden, und Ingegerd Birgersdotter.
Schon 1202 erhielt er von seinem Vater den Titel Jarl. Als Johanns Vater 1210 starb, war er sicherlich noch so jung, dass die Führungsschicht eine lange Vormundschaftsregierung scheute und Erik Knutsson zum König wählte. So mussten Johann und seine Mutter Ingegerd nach Dänemark ausweichen. Nach Eriks Tod 1216 wurde Johann zum König gewählt. Entscheidend für die Wahl war sicherlich die große Macht der Familie seiner Mutter. Die Krönung fand, nachdem er volljährig geworden war, trotz des Protestes der Dänen beim Papst im Herbst 1219 in Linköping durch den greisen Erzbischof Valerius statt.
1219 begann Waldemar II. von Dänemark einen Kreuzzug gegen Estland. Um die schwedischen Interessen zu wahren, unternahm Johann ebenfalls einen Kreuzzug nach Estland, der anfangs so gut verlief, dass er mit einem Teil seines Heeres nach Schweden zurückkehrte. Die Kreuzfahrer machten anfänglich einige Eroberungen, aber diese blieben nicht lange bestehen. Die Zurückgebliebenen saßen in der Festung Leal. Im Herbst wurden sie von Esten überfallen, wobei Johanns engsten Verbündeten, der Jarl Karl Döve und Bischof Karl Magnusson fielen.
Johann starb 1222 auf Visingsö an einer Krankheit und wurde im Kloster von Alvastra begraben. Da er unverheiratet und kinderlos starb, war er der letzte König aus dem Geschlecht der Sverker, das nun auf der Mannesseite ausgestorben war.
Die in jüngeren Chroniken auftauchende Bezeichnung „Johann der Jüngere“ beruhte auf einer falschen Übersetzung von lateinischen Schriften. Darin wurde er „Johannes, Suercheri junioris filius“ also „Johann, Sohn von Sverker dem Jüngeren“ genannt.